# Metro van Daegu
De metro van Daegu (Hangul: 대구도시철도; Hanja: 大邱都市鐵道; Daegu dosicheoldo) werd in 1997 geopend en bestaat uit twee lijnen. De universiteitsstad Daegu ligt in het zuidoosten van Zuid-Korea en heeft ruim 2,5 miljoen inwoners. Beide lijnen zijn ondergronds gebouwd, van de 59 stations ligt slechts het meest westelijke station, Munyang, op maaiveldniveau. Naar een derde lijn wordt vooronderzoek gedaan, deze lijn zou uitgevoerd moeten worden als een monorail. Op de lange termijn zijn zelfs zes lijnen gepland. In 2003 stichtte een man brand in een trein op lijn 1, hierbij kwamen ongeveer 200 mensen om.

## Netwerk
De bouw van de eerste lijn startte in 1992. Het eerste deel kwam gereed 1997, één jaar en vijf jaar later opende de rest van de lijn. De lijn telt in totaal 30 stations, die allen voorzien zijn van airconditioning. Het gebruikte materieel bestaat uit zes rijtuigen die elk 17,5 meter lang zijn. Een rit van het ene naar het andere eindpunt neemt 50 minuten in beslag.
Aan de bouw van de tweede lijn werd begonnen in 1997. Deze lijn opende in zijn geheel in oktober 2005. De lengte bedraagt 28 kilometer, hieraan zijn 26 stations gelegen. De lijnen kruisen elkaar bij station Banwoldang, in het stadscentrum van Daegu. Beide lijnen hebben een spoorwijdte van 1435 mm. Onderstaande (uitklapbare) tabellen tonen de stations van beide lijnen, hun onderlinge afstanden en de overstapmogelijkheden.
| Stationsnummer | Stationsnaam                                                     | Hangul   | Cumulatieve afstand (in km) |
| -------------- | ---------------------------------------------------------------- | -------- | --------------------------- |
| 117            | Daegok                                                           | 대곡     | 0                           |
| 118            | Jincheon                                                         | 진천     | 1                           |
| 119            | Wolbae                                                           | 월배     | 1,8                         |
| 120            | Sangin                                                           | 상인     | 2,5                         |
| 121            | Wolchon                                                          | 월촌     | 3,4                         |
| 122            | Songhyeon                                                        | 송현     | 4,4                         |
| 123            | Seongdangmo                                                      | 성당못   | 5,2                         |
| 124            | Daemyeong                                                        | 대명     | 6                           |
| 125            | Anjirang                                                         | 안지랑   | 6,8                         |
| 126            | Hyeonchungno                                                     | 현충로   | 7,5                         |
| 127            | Yeungnam University Hospital                                     | 영대병원 | 8,2                         |
| 128            | National University of Education Station                         | 교대     | 9,1                         |
| 129            | Myeongdeok                                                       | 명덕     | 9,8                         |
| 130            | Banwoldang (overstappen naar groene lijn)                        | 반월당   | 10,6                        |
| 131            | Jungangno                                                        | 중앙로   | 11,3                        |
| 132            | Daegu Station (overstappen naar Korailtreinen)                   | 대구역   | 12                          |
| 133            | Chilseong Market                                                 | 칠성시장 | 12,8                        |
| 134            | Sincheon                                                         | 신천     | 14                          |
| 135            | Dongdaegu Station (overstappen naar KTX en andere Korailtreinen) | 동대구역 | 14,9                        |
| 136            | Keungogae                                                        | 큰고개   | 15,8                        |
| 137            | Ayanggyo                                                         | 아양교   | 16,6                        |
| 138            | Dongchon                                                         | 동촌     | 17,6                        |
| 139            | Haean                                                            | 해안     | 18,6                        |
| 140            | Bangchon                                                         | 방촌     | 19,6                        |
| 141            | Yonggye                                                          | 용계     | 20,7                        |
| 142            | Yulha                                                            | 율하     | 21,9                        |
| 143            | Singi                                                            | 신기     | 23                          |
| 144            | Banyawol                                                         | 반야월   | 24                          |
| 145            | Gaksan                                                           | 각산     | 25                          |
| 146            | Ansim                                                            | 안심     | 25,9                        |

| Stationsnummer | Stationsnaam                            | Hangul   | Cumulatieve afstand (in km) |
| -------------- | --------------------------------------- | -------- | --------------------------- |
| 216            | Munyang                                 | 문양     | 0                           |
| 217            | Dasa                                    | 다사     | 2,9                         |
| 218            | Daesil                                  | 대실     | 3,9                         |
| 219            | Gangchang                               | 강창     | 5,3                         |
| 220            | Keimyung University                     | 계명대   | 6,6                         |
| 221            | Seongseo Industrial Complex             | 성서공단 | 7,8                         |
| 222            | Igok                                    | 이곡     | 8,6                         |
| 223            | Yongsan                                 | 용산     | 9,9                         |
| 224            | Jukjeon                                 | 죽전     | 10,8                        |
| 225            | Gamsam                                  | 감삼     | 11,7                        |
| 226            | Duryu                                   | 두류     | 12,5                        |
| 227            | Naedang                                 | 내당     | 13,4                        |
| 228            | Bangogoae                               | 반고개   | 14,2                        |
| 229            | Seomun Market                           | 서문시장 | 15,1                        |
| 230            | Banwoldang (overstappen naar rode lijn) | 반월당   | 16,1                        |
| 231            | Kyungpook National University Hospital  | 경대병원 | 17                          |
| 232            | Daegu Bank                              | 대구은행 | 18,1                        |
| 233            | Beomeo                                  | 범어     | 19,1                        |
| 234            | Suseonggu Office                        | 수성구청 | 20                          |
| 235            | Manchon                                 | 만촌     | 20,9                        |
| 236            | Damti                                   | 담티     | 21,8                        |
| 237            | Yeonho                                  | 연호     | 23,6                        |
| 238            | Daegu Grand Park                        | 대공원   | 24,6                        |
| 239            | Gosan                                   | 고산     | 25,8                        |
| 240            | Sinmae                                  | 신매     | 26,9                        |
| 241            | Sawol                                   | 사월     | 28                          |

## Brand in de metro
Op 18 februari 2003 stichtte een suïcidale man brand in een wagon van de ondergrondse van Daegu vlak voor het binnenrijden van station Jungangno. Omdat de trein brandbare materialen bevatte, verspreidden de vlammen zich snel. Een iets later arriverende trein van tegengestelde kant werd aangestoken doordat deze naast de brand stil ging staan. Door rook en vuur kwamen in totaal ongeveer 200 mensen om, mede doordat het personeel onjuist reageerde. Het handelen van het personeel tijdens en na de ramp leidde tot publiek debat, tot ontslagen bij het vervoersbedrijf en zelfs tot veroordelingen van betrokkenen. De brandstichter zelf werd tot levenslang veroordeeld, in 2004 overleed hij. De (on)veiligheid van metrovervoer in Zuid-Korea werd een politiek strijdpunt.

## Galerij

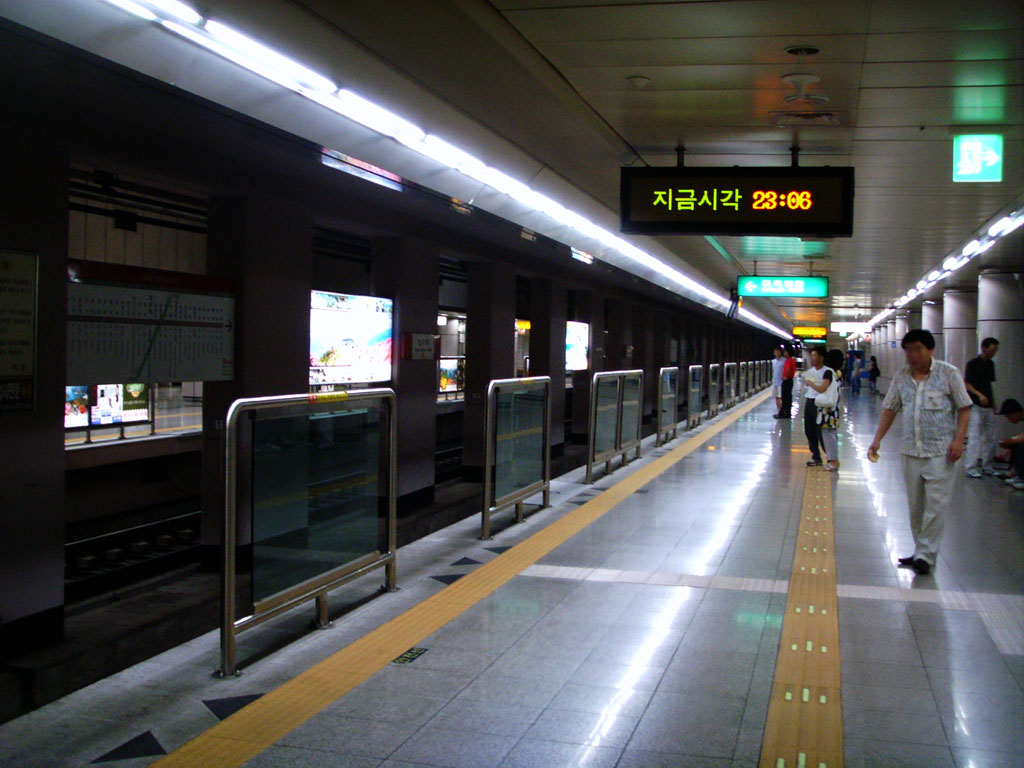
Perron met hekken
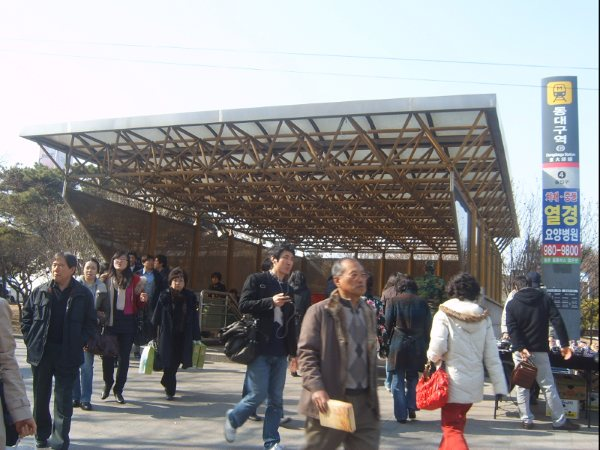
Entree van station Dongdaegu
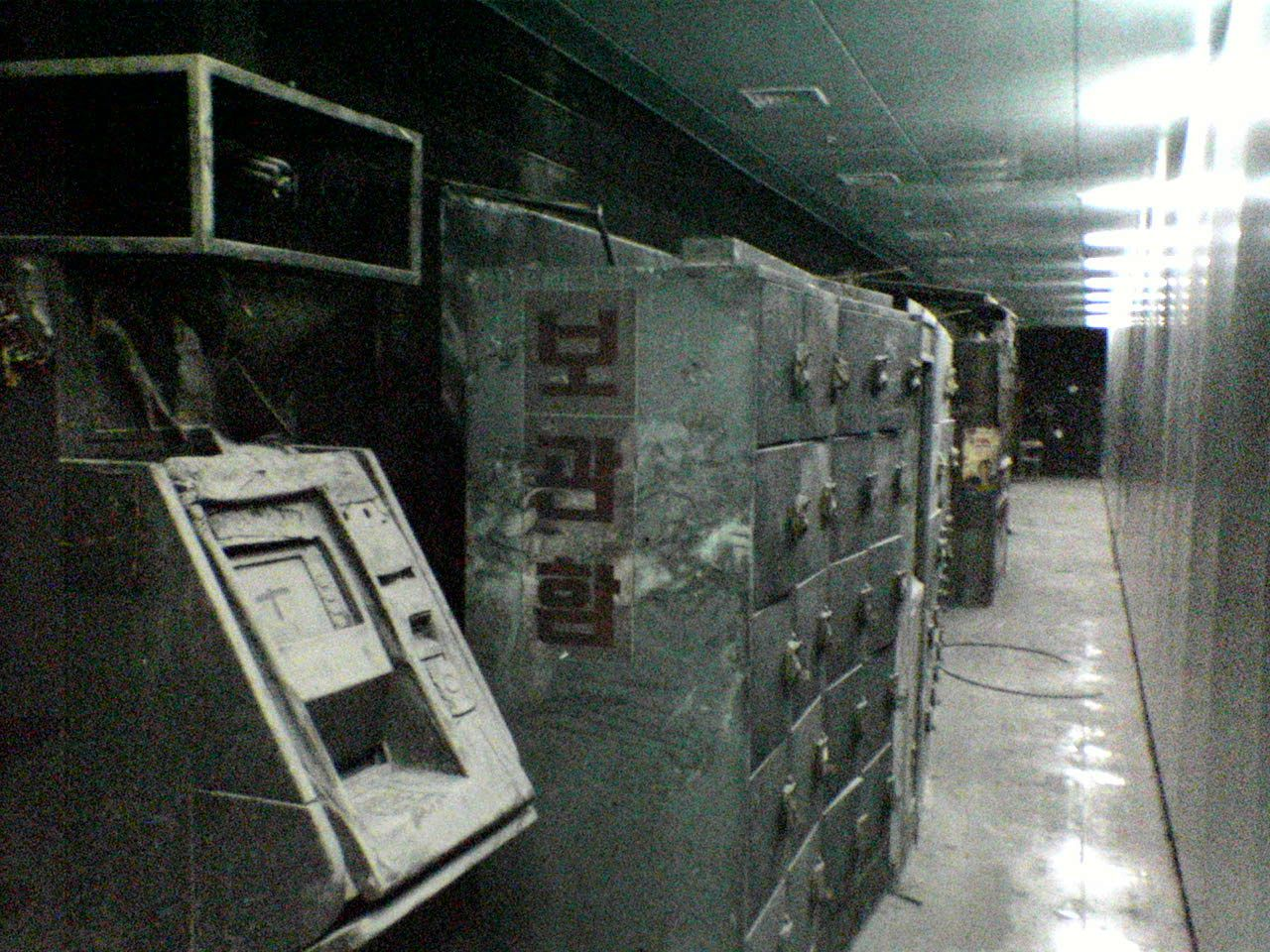
Verbrande kluisjes en geldautomaat
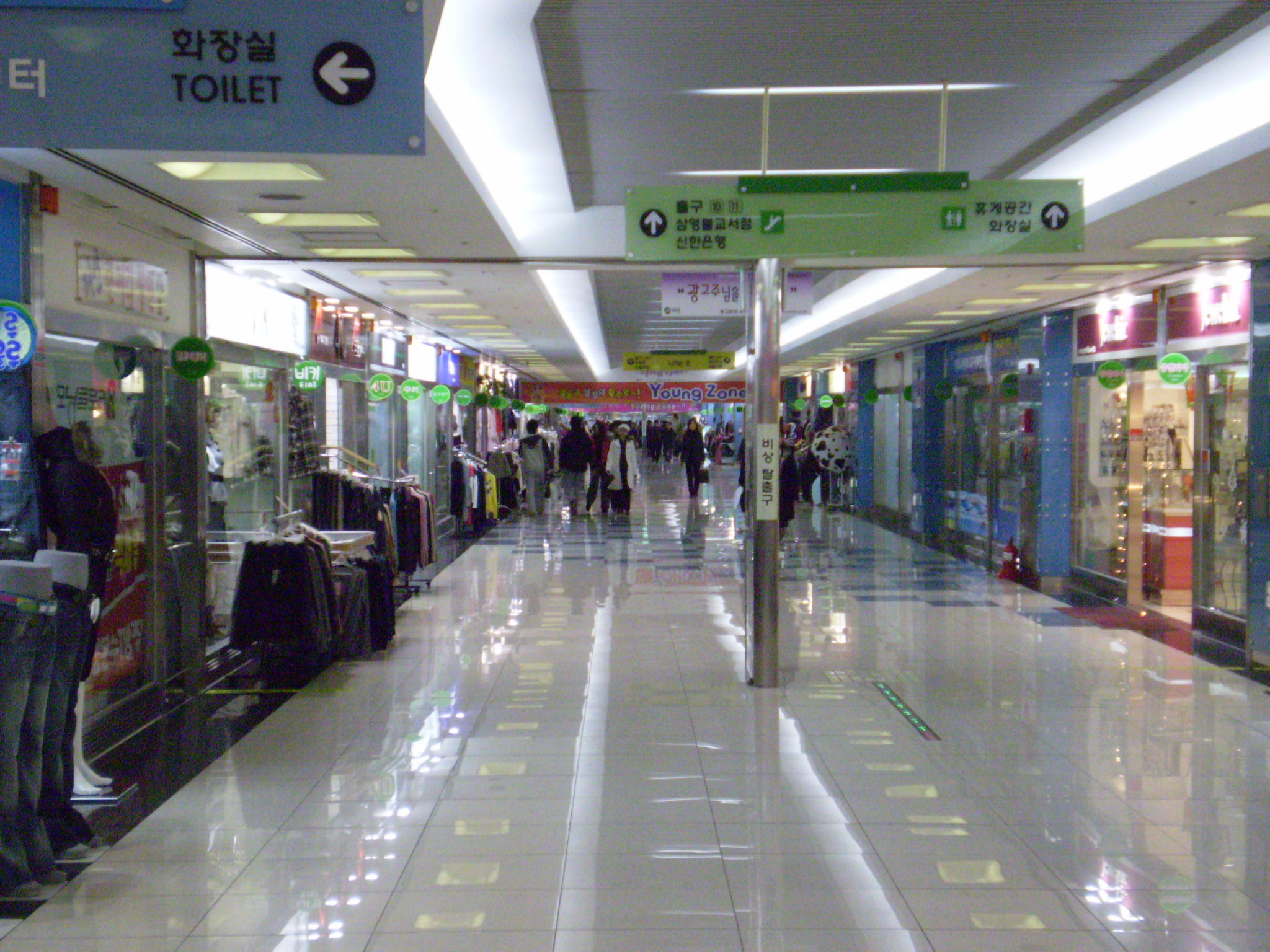
Winkels in een passage